# Teix de Santa Coloma
El teix de Santa Coloma és un arbre mil·lenari pertanyent a l'espècie Taxus baccata que es troba a la localitat de Santa Coloma (conceyo d'Allande), al costat de l'església parroquial de 1785 edificada sobre una altra del segle xiv. En l'antiguitat l'arbre era objecte de veneració pels àsturs.
Té unes dimensions de 14,5 metres d'alçada, 12 d'envergadura i 6 de perímetre. Aquest teix mil·lenari fou declarat Monument Natural el 27 d'abril de 1995 i, per tant, està protegit pel Pla d'ordenació dels recursos naturals d'Astúries (PORNA).